# Germán Pino
Germán David Pino Fuentes (Arica, Chile, 20 de septiembre de 1960) es un exfutbolista chileno que se desempeñaba en la posición de defensa o volante.

## Trayectoria
Oriundo de Arica, comenzó su carrera profesional en 1981 con Unión La Calera en la entonces Segunda División, jugando hasta el Campeonato de Apertura de la Segunda División de 1983 con el conjunto cementero. Ese mismo año pasó a defender los colores de Santiago Wanderers, hasta la Copa Polla Gol 1985. En 1985 firmó con Everton, para la temporada siguiente jugar con Audax Italiano.
En 1987 descendió a la Segunda división con Rangers, logrando regresar al año siguiente tras consolidarse como campeón de Segunda División 1988, derrotando en la final a Unión San Felipe. En 1990 jugó para Huachipato, donde pasó los dos últimos años de su carrera como futbolista profesional.

## Selección nacional
Por la Selección chilena, formó parte de la nómina que participó en los Juegos Panamericanos de 1987, donde obtuvieron medalla de plata al caer derrotado por 2-0 en la prórroga ante Brasil. En la semifinal ante Argentina, marcó el 1-0 parcial, en lo que fue la primera victoria oficial de un combinado chileno sobre su rival argentino.

### Participación en Juegos Panamericanos
| Juegos                             | Sede           | Resultado        |
| ---------------------------------- | -------------- | ---------------- |
| Panamericanos de Indianápolis 1987 | Estados Unidos | Medalla de Plata |

## Clubes
| Club               | País  | Año       |
| ------------------ | ----- | --------- |
| Unión La Calera    | Chile | 1981-1983 |
| Santiago Wanderers | Chile | 1983-1984 |
| Everton            | Chile | 1985      |
| Audax Italiano     | Chile | 1986      |
| Rangers            | Chile | 1987-1989 |
| Huachipato         | Chile | 1990-1991 |

## Palmarés

### Campeonatos nacionales
| Título    | Club    | País  | Año  |
| --------- | ------- | ----- | ---- |
| Primera B | Rangers | Chile | 1988 |

### Títulos internacionales
| Título                            | Club (*)                     | País           | Año  |
| --------------------------------- | ---------------------------- | -------------- | ---- |
| Medalla de plata en Panamericanos | Selección de fútbol de Chile | Estados Unidos | 1987 |

(*) Incluyendo la Selección